# Hemerobius stenopterus
Hemerobius stenopterus là một loài côn trùng trong họ Hemerobiidae thuộc bộ Neuroptera. Loài này được Monserrat miêu tả năm 1996.